# 베베 스티븐스
베베 스티븐스(Bebe Stevens)는 사우스 파크에 나오는 가상의 등장인물이다. 그녀는 웬디 테스터버거의 절친한 친구이고, Tom's Rhinoplasty 에피소드에서 스탠을 다시 웬디에게 돌아올수 있게 도와주게 된다. 그녀는 그녀의 반에서 최초로 가슴이 나와서, 그걸 본 남자애들은 무질서에 빠지게 된다. 이걸 보고 그녀의 가슴이 행성의 지배를 받고 있는 것을 주장하고 있다.
베베는 보통 웬디의 친한 친구이다. 베베는 웬디와 같이 옷이나, 욕같은 이야기를 한다. 베베는 그녀가 볼때, 그녀는 아마도 이 화제를 첫 번째로 이야기 할 것이다; 그렇지만 웬디가 보기에는 Bebe's Boobs Destory Society 에피소드에서처럼 약간의 문제를 주목해서 볼 것인데, 여기서 그녀는 그녀의 자그마한 가슴을 고치기 위해서 성형 수술을 받게 되지만, 다른 남자 아이들은 그녀를 천박하게 본다. 베베는 변호사나, 해양 생물학자 같은 의미심장한 직업을 갖기를 소망하지만, 그녀는 자라면서 머리가 나쁜 그녀의 엄마처럼 자라게 된다.
베베는 Stupid Spoiled Whore Video Playset 에피소드에서 유행에 따라서 멍청한 창녀들의 지도자가 된다.
South.Park. 1114 - The List에서 베베는 리스트를 만드는 클럽의 회장으로 나타난다
이 시리즈에서, 베베의 목소리에 102 에피소드인 Weight Gain 4000 에피소드를 제외하고 제작자(지금은 관리자)인 제니퍼 하웰이 도움을 줬다. Weight Gain 4000 에피소드에서는 메리 케이 버그만이 베베의 목소리를 맡았다.
베베는 긴 금발의 곱슬머리를 가지고 있고, 빨간 재킷과 초록 바지와 회색 벙어리 장갑을 끼고 있다. 그녀는 클라이드 도노반과 가진 데이트에서 아무런 흥미도 가지지 않지만, 그러나 카일과 사랑을 하고 싶어하지만, 카일은 그녀의 사랑에 대해서 아무것도 모르기 때문에 쉬운 일이 아니다.